# Брюсон
Брюсон (фр. Brusson) — коммуна в Италии, располагается в регионе Валле-д’Аоста.
Население составляет 840 человек (2008 г.), плотность населения составляет 16 чел./км². Занимает площадь 55 км². Почтовый индекс — 11022. Телефонный код — 0125.
Покровителем коммуны почитается святой Маврикий, мученик, празднование 22 сентября.

## Демография
Динамика населения:

## Города-побратимы
- Форио, Италия (2008)